# Петряніно (Нікольський район)
Петря́ніно (рос. Петрянино) — присілок у складі Нікольського району Вологодської області, Росія. Входить до складу Нікольського сільського поселення.

## Населення
Населення — 4 особи (2010; 18 у 2002).
Національний склад (станом на 2002 рік):
- росіяни — 100 %